# Krofdorf-Gleiberg
Krofdorf-Gleiberg hat ca. 5000 Einwohner und ist ein Ortsteil der Gemeinde Wettenberg im mittelhessischen Landkreis Gießen.

## Geografie
Die Ortslage erstreckt sich über Nord- und Osthang des Gleibergs nach Norden bis fast an den Südrand des Krofdorfer Forstes. Im Osten fließt der Gleibach (Kattenbach), im Westen der Fohnbach (Kropbach) am Ort vorbei. Die Siedlungsfläche beträgt ca. 130 ha.
Naturräumlich befindet sich der Ort am Übergangsbereich zwischen Gladenbacher Bergland und Gießener Becken. Die Höhenlage erstreckt sich von 155 m bis 350 m ü. NN. Die Jahresmitteltemperatur beträgt 7,5–8,5 °C, der mittlere Jahresniederschlag etwa 650 mm.

## Geschichte

### Ortsgeschichte
Krofdorf wurde erstmals anlässlich einer Schenkung an das Kloster Lorsch im Lorscher Codex urkundlich erwähnt. Die erste sichere Datierung lässt sich für das Jahr 774 vornehmen. Insgesamt sind dort zwölf Erwähnungen des Ortes verzeichnet. Die historischen Namensformen variieren dabei von Gruphtorph, in villa (771?) über Crupftorpf, in villa (777) bis hin zu * Cruftorf, in (780/802). Die Grafen von Gleiberg, die zeitweise die Untergrafschaft Ruchesloh besaßen, bauten auf dem 308 m hohen Basaltkegel Gleiberg die Burg Gleiberg, die heute noch als eine imposante Ruine vorhanden ist. Die Burg Vetzberg, deren Ruine nur etwa 2 km entfernt auf einem Basaltkegel steht, war eine Vogtsburg („Voigtsburg“ = „Vetzberg“) der Gleiberger Grafen.
Erst 1953 beschloss die Gemeindevertretung den Doppelnamen Krofdorf-Gleiberg. Gleiberg wurde 1141 erstmals urkundlich erwähnt. Um die Gleiburg herum bildete sich eine Siedlung der Amtmänner und Bediensteten, die Mitte des 16. Jahrhunderts über 400 Einwohner hatte und damit dreimal so groß wie Krofdorf war. Am 28. Februar 1331 verlieh Kaiser Ludwig der Baier dem Ort das Frankfurter Stadtrecht. Um 1350 wurde eine Stadtmauer errichtet, die in Teilen bis heute besteht. Bis 1750 halbierte sich durch Wegzug jedoch die Einwohnerzahl Gleibergs, während sich die von Krofdorf verdreifachte. Aus landesherrlichem Blick können beide Orte seit etwa 1358 als eine Gemeinde gelten – trotz eigener Kirchen, Ortsvorsteher, Vereine und Schulen. Die Orte wachsen baulich seit 1970er zusammen.
Am 1. Januar 1977 wurde die bis dahin eigenständige Gemeinde im Zuge der hessischen Gebietsreform ein Teil des Stadtbezirks Wettenberg der neugegründeten Stadt Lahn. Bei deren Auflösung am 1. August 1979 wurde Wettenberg zur eigenständigen Gemeinde im Landkreis Gießen.

### Verwaltungsgeschichte im Überblick
Die folgende Liste zeigt die Staaten und Verwaltungseinheiten, denen Krofdorf-Gleiberg angehört(e):
- 777: Lahngau
- vor 1787: Heiliges Römisches Reich, Grafschaft Nassau-Weilburg, Amt Gleiberg
- ab 1787: Heiliges Römisches Reich, Fürstentum Nassau-Weilburg, Oberamt Atzbach, Amt Gleiberg
- ab 1806: Herzogtum Nassau,[Anm. 2] Herzogtum Nassau, Amt Gleiberg
- ab 1816: Königreich Preußen,[Anm. 3] Provinz Großherzogtum Niederrhein, Regierungsbezirk Koblenz, Kreis Wetzlar[Anm. 4]
- ab 1822: Königreich Preußen, Rheinprovinz, Regierungsbezirk Koblenz, Kreis Wetzlar[Anm. 5]
- ab 1867: Norddeutscher Bund, Königreich Preußen, Rheinprovinz, Regierungsbezirk Koblenz, Kreis Wetzlar
- ab 1871: Deutsches Reich, Königreich Preußen, Rheinprovinz, Regierungsbezirk Koblenz, Kreis Wetzlar
- ab 1918: Deutsches Reich, Freistaat Preußen, Rheinprovinz, Regierungsbezirk Koblenz, Kreis Wetzlar
- ab 1932: Deutsches Reich, Freistaat Preußen, Provinz Hessen-Nassau, Regierungsbezirk Wiesbaden, Kreis Wetzlar
- ab 1944: Deutsches Reich, Freistaat Preußen, Provinz Nassau, Kreis Wetzlar
- ab 1945: Deutsches Reich, Amerikanische Besatzungszone,[Anm. 6] Groß-Hessen, Regierungsbezirk Wiesbaden, Kreis Wetzlar
- ab 1946: Deutsches Reich, Amerikanische Besatzungszone, Hessen, Regierungsbezirk Wiesbaden, Kreis Wetzlar
- ab 1949: Bundesrepublik Deutschland, Hessen, Regierungsbezirk Wiesbaden, Kreis Wetzlar
- ab 1968: Bundesrepublik Deutschland, Hessen, Regierungsbezirk Darmstadt, Kreis Wetzlar
- ab 1977: Bundesrepublik Deutschland, Hessen, Regierungsbezirk Darmstadt, Stadt Lahn
- ab 1979: Bundesrepublik Deutschland, Hessen, Regierungsbezirk Darmstadt, Landkreis Gießen, Gemeinde Wettenberg
- ab 1981: Bundesrepublik Deutschland, Land Hessen, Regierungsbezirk Gießen, Landkreis Gießen, Gemeinde Wettenberg

### Einwohnerentwicklung
Belegte Einwohnerzahlen bis 1970 sind:
- 1834: 1172 Einwohner (mit Gleiberg)
- 1961: 2620 evangelische (= 68,84 %), 755 katholische (= 19,84 %) Einwohner

| Krofdorf-Gleiberg: Einwohnerzahlen von 1834 bis 2015 | Krofdorf-Gleiberg: Einwohnerzahlen von 1834 bis 2015 | Krofdorf-Gleiberg: Einwohnerzahlen von 1834 bis 2015 | Krofdorf-Gleiberg: Einwohnerzahlen von 1834 bis 2015 | Krofdorf-Gleiberg: Einwohnerzahlen von 1834 bis 2015 |
| --- | ---------------------------------------------------- | ---------------------------------------------------- | ---------------------------------------------------- | ---------------------------------------------------- |
| Jahr |                                                      |                                                      |                                                      | Einwohner                                            |
| 1834 | 1834                                                 |                                                      | 1.172                                                | 1.172                                                |
| 1840 | 1840                                                 |                                                      | 1.268                                                | 1.268                                                |
| 1846 | 1846                                                 |                                                      | 1.386                                                | 1.386                                                |
| 1852 | 1852                                                 |                                                      | 1.488                                                | 1.488                                                |
| 1858 | 1858                                                 |                                                      | 1.555                                                | 1.555                                                |
| 1864 | 1864                                                 |                                                      | 1.649                                                | 1.649                                                |
| 1871 | 1871                                                 |                                                      | 1.698                                                | 1.698                                                |
| 1875 | 1875                                                 |                                                      | 1.747                                                | 1.747                                                |
| 1885 | 1885                                                 |                                                      | 1.800                                                | 1.800                                                |
| 1895 | 1895                                                 |                                                      | 1.899                                                | 1.899                                                |
| 1905 | 1905                                                 |                                                      | 2.089                                                | 2.089                                                |
| 1910 | 1910                                                 |                                                      | 2.168                                                | 2.168                                                |
| 1925 | 1925                                                 |                                                      | 2.299                                                | 2.299                                                |
| 1939 | 1939                                                 |                                                      | 2.534                                                | 2.534                                                |
| 1946 | 1946                                                 |                                                      | 3.354                                                | 3.354                                                |
| 1950 | 1950                                                 |                                                      | 3.491                                                | 3.491                                                |
| 1956 | 1956                                                 |                                                      | 3.629                                                | 3.629                                                |
| 1961 | 1961                                                 |                                                      | 3.806                                                | 3.806                                                |
| 1967 | 1967                                                 |                                                      | 4.204                                                | 4.204                                                |
| 1970 | 1970                                                 |                                                      | 4.300                                                | 4.300                                                |
| 1987 | 1987                                                 |                                                      | 4.574                                                | 4.574                                                |
| 2013 | 2013                                                 |                                                      | 5.110                                                | 5.110                                                |
| 2015 | 2015                                                 |                                                      | 5.171                                                | 5.171                                                |
| Datenquelle: Historisches Gemeindeverzeichnis für Hessen: Die Bevölkerung der Gemeinden 1834 bis 1967. Wiesbaden: Hessisches Statistisches Landesamt, 1968. Weitere Quellen: |                                                      |                                                      |                                                      |                                                      |

## Kultur und Sehenswürdigkeiten

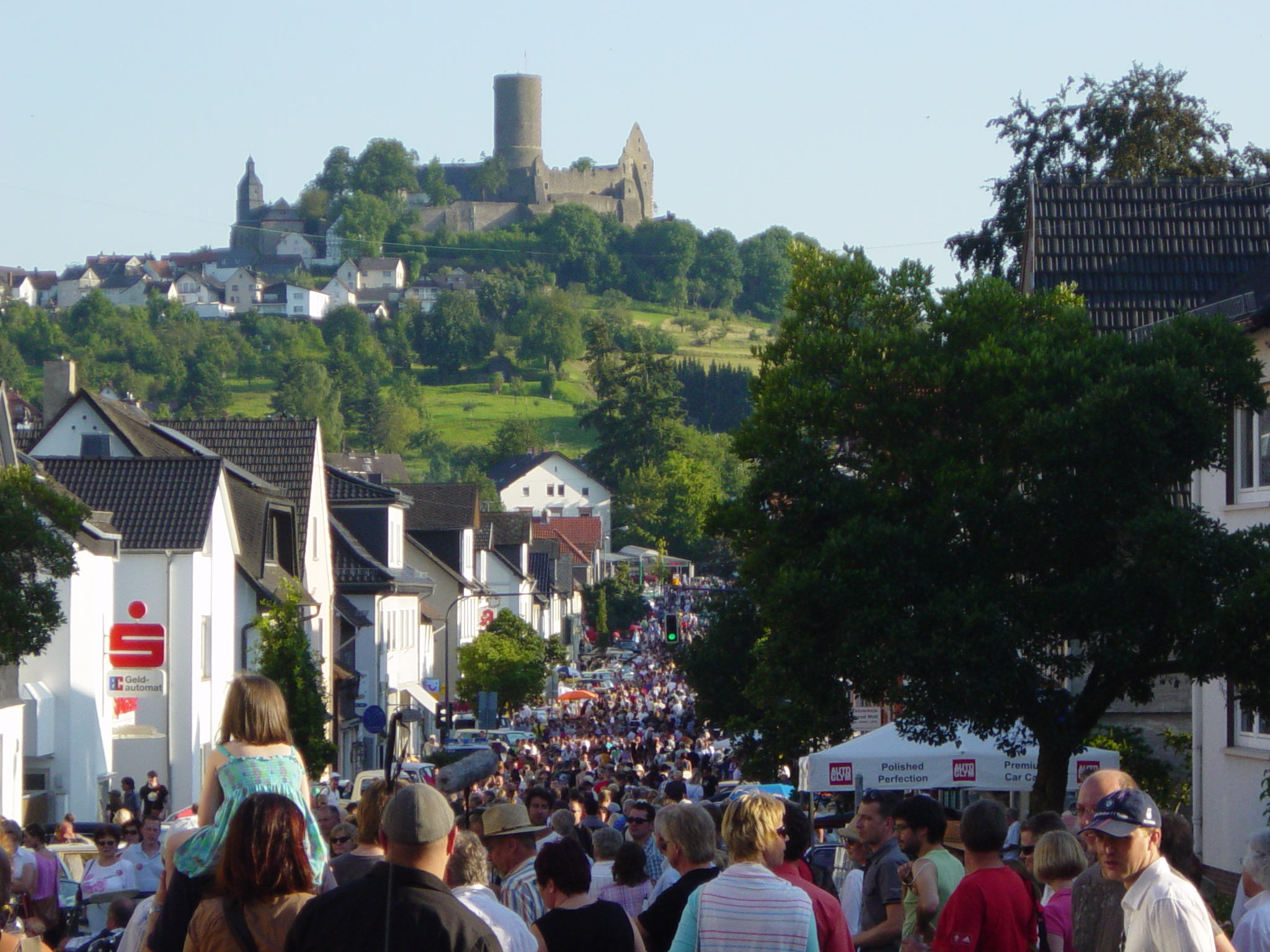
„Golden Oldies“, 2009

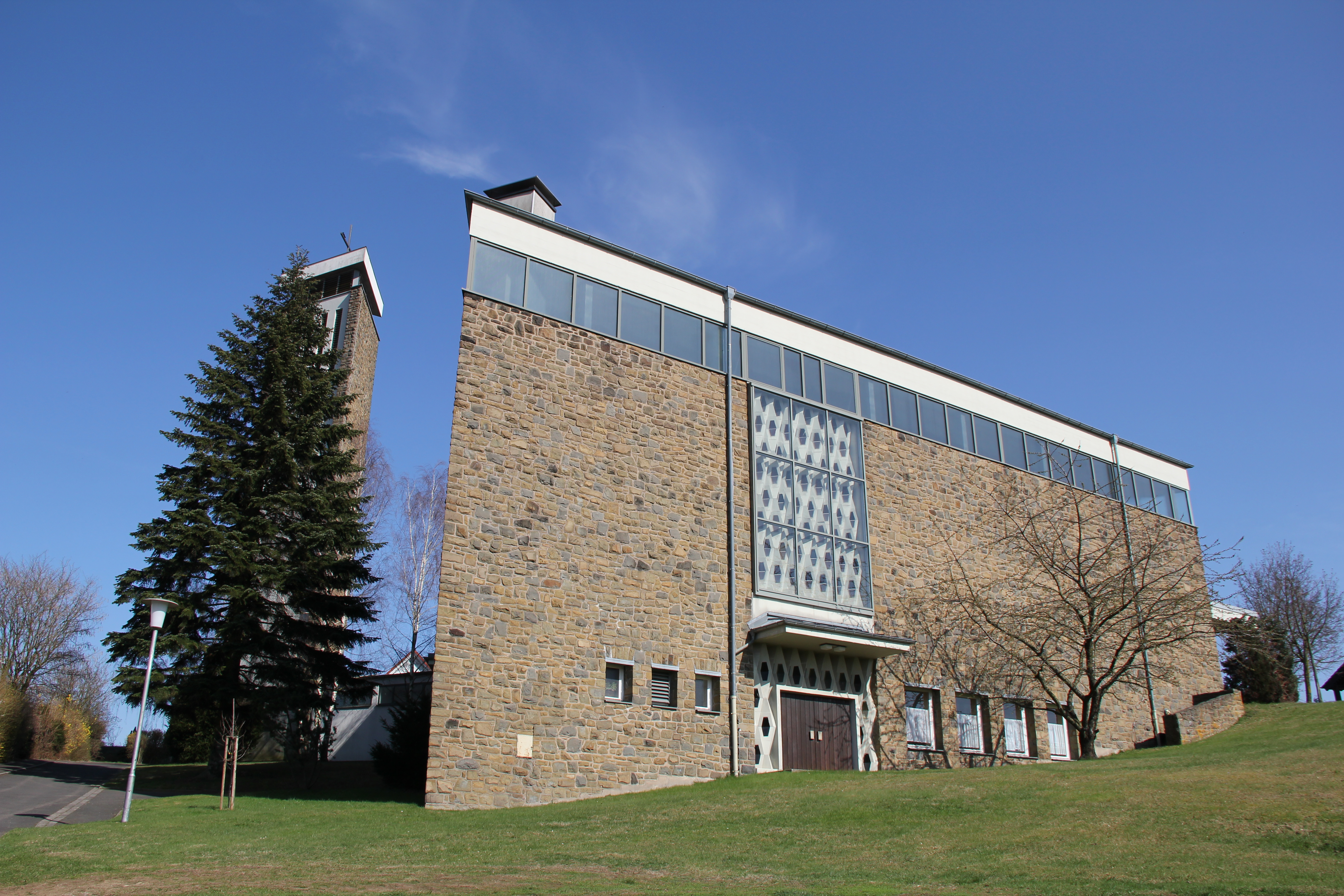
Katholische Dreifaltigkeitskirche in Krofdorf-Gleiberg

### Naturraum
Neben einer reich strukturierten landwirtschaftlichen Nutzung um die Ortslage wird die Gemarkung von einem hohen Waldanteil (Krofdorfer Forst und Launsbacher Wald) geprägt.
Ein Kleinod ist das Naturschutzgebiet Holzwäldchen, das durch Entnahme von Bodenmaterial zum Bau des Autobahndammes der A480 entstand. Das 9 Hektar große Schutzgebiet befindet sich südlich der Ortslage und ist für verschiedene Vogel-, Amphibien- und Insektenarten bedeutsam.
Aus Artenschutzsicht herausragend ist der hohe Mehlschwalbenbestand (2006: über 400 Brutpaare, 2007: 350 Brutpaare), der intensiven Schutzbemühungen und dem Bau des Schwalbenhauses zu verdanken ist.

### Bauwerke
- Die Burg Gleiberg zieht viele Besucher an. Von ihr aus hat man einen Blick bis zum Westerwald im Westen, über das hessische Hinterland im Norden, den Vogelsberg im Osten und in die Wetterau im Süden. Auf der Burg Gleiberg werden diverse Veranstaltungen ausgetragen, die Gastronomie ist überregional bekannt.
- Die Margarethenkirche Krofdorf erhielt im Jahr 1513 ihre heutige Gestalt. Einzigartig in Hessen ist die gotische Holzpfeilerkonstruktion.
- Die um 1350 errichtete Katharinenkirche Gleiberg erhielt während des Dreißigjährigen Krieges ihre charakteristische L-Form.

### Regelmäßige Veranstaltungen
- Alljährlich findet das Festival "Golden Oldies" in Krofdorf-Gleiberg am letzten Juliwochenende statt, das über 70.000 Besucher aus ganz Deutschland anzieht: Es spielen 50 Bands auf 10 Bühnen, vornehmlich mit Musik aus den 50er und 60er Jahren. Über tausend Automobile vergangener Dekaden sind zu bestaunen. Ferner gibt es einen Petticoat-Wettbewerb und einen großen 50er-Jahre-Markt mit Originalware aus der Zeit.

## Wirtschaft und Infrastruktur
- Krofdorf-Gleiberg verfügt über eine vielfältige und moderne Infrastruktur: In Krofdorf gibt es eine Einkaufsstraße mit Geschäften, die den täglichen Bedarf abdecken.
- Die direkte Anbindung an den Gießener Ring macht Krofdorf-Gleiberg zu einem attraktiven Wohn- und Gewerbegebiet.
- In Krofdorf-Gleiberg befindet sich die Gemeindeverwaltung der Gemeinde Wettenberg.

Krofdorf-Gleiberg verfügt über zwei, an dem Süd- bzw. Nordrand des Ortsgebietes angeschlossene Gewerbegebiete. Ansässige Unternehmen sind unter anderem:
- Schunk Sonosystems GmbH
- Schunk Transit Systems GmbH
- CONTI Sanitärarmaturen GmbH
- Kopas Verpackungsmaschinen GmbH
- K.A. Schmersal GmbH & Co. KG
- Sommerlad GmbH
- PVA Tepla AG
- ibo Software GmbH
- ibo Akademie GmbH

## Persönlichkeiten
- Klaus Daubertshäuser (1943–2008), Bundestagsabgeordneter (SPD) und Manager